# Charles Noufflard
Charles Henri Adrien Noufflard (Louviers, 7 de febrer de 1872 - 16 de juny de 1952) va ser un industrial i administrador colonial francès a Àfrica i a Oceania.

## Condecoracions
- 1901 : Cavaller de l'Orde de les Palmes Acadèmiques
- 1913 : Cavaller de la Legió d'Honor
- 1951 : Oficial de la Legió d'Honor